# Pregunta de Margarita
La pregunta de Margarita o Gretchenfrage (del alemán Gretchenfrage, AFI: [ɡʁeːtçənˌfʁaːɡə] pronunciaciónⓘ, con Gretchen, diminutivo de Margarita, y Frage, pregunta en español) es una pregunta difícil, "incómoda, a veces embarazosa y a la vez una pregunta esencial para una decisión que debe tomarse en una situación difícil". Se estudia en la literatura y en la filosofía de la religión. En filosofía y lingüística, es un tipo de pregunta, al igual las preguntas retóricas y las preguntas complejas.
Se trata de una pregunta crucial. La pregunta de Margarita va al meollo del asunto y requiere que el interlocutor, la persona que recibe la pregunta, ofrezca una respuesta directa, revelando a menudo creencias íntimas o comprometedoras.

## Antecedentes

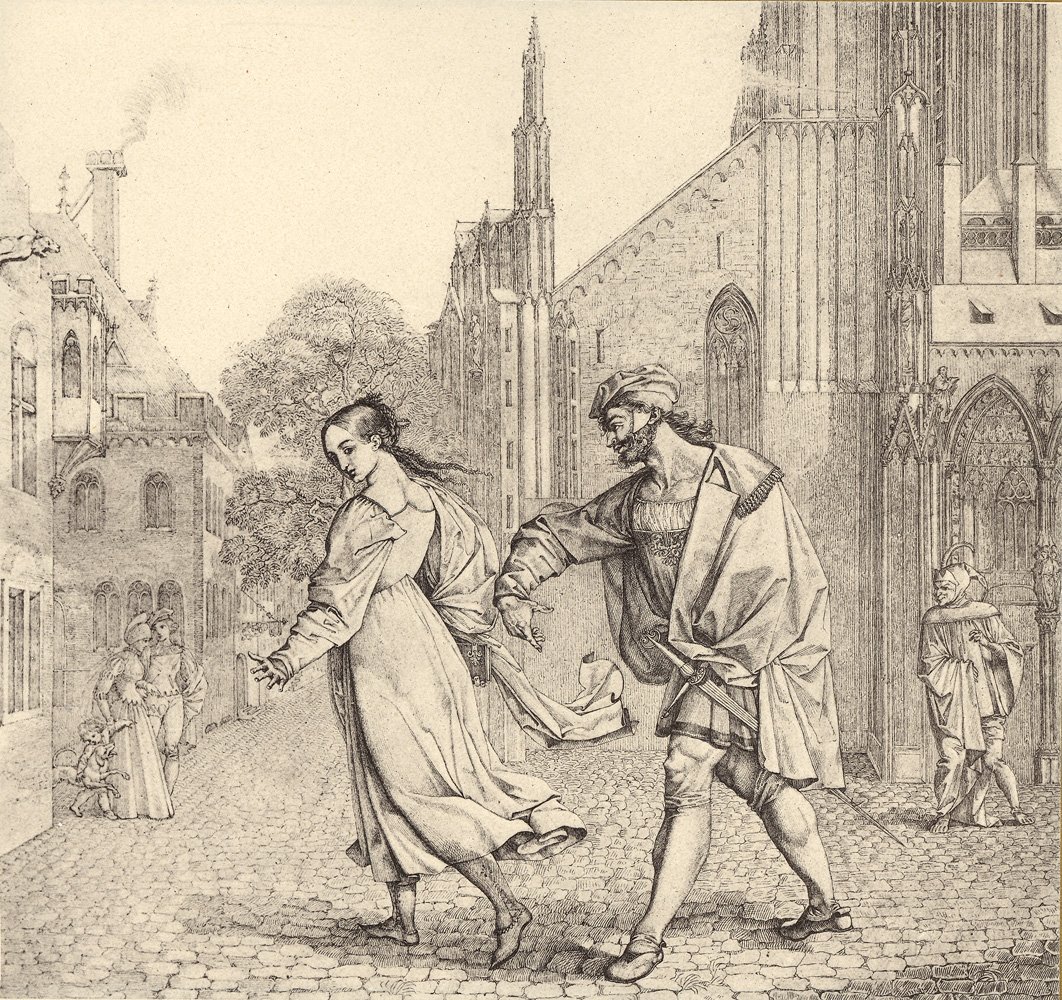
"Hermosa señorita, bondadosa,¿aceptaréis mi brazo y compañía?" – "Ni señorita soy, ni soy hermosa,
y sé ir a casa sin sostén ni guía." Fausto le ofrece su brazo a Margarita, Peter von Cornelius (1811)

La pregunta proviene de la tragedia Fausto, Parte I (español, alemán original) de Johann Wolfgang von Goethe, donde Fausto, el personaje principal, busca conocimiento, poder y libertad, hace un pacto con el diablo (Mefistófeles), y en una escena paseando por la calle conoce a Margarita (Gretchen), joven doncella a quien seduce con la ayuda del demonio.
La pregunta aparece en la escena XVI, ''En el jardín de Marta'', después que Margarita, ahora el amor de Fausto, ha sido seducida, pero tiene dudas sobre él y pregunta:

Cuál es tu fe, es la duda que me acosa.
Tú tienes buen corazón, tu conciencia es recta y pura;
pero, ¡ay, Dios!, se me figura que te falta religión.
— Goethe, Fausto I

En el alemán original: 

Nun sag', wie hast du's mit der Religion?
Du bist ein herzlich guter Mann,

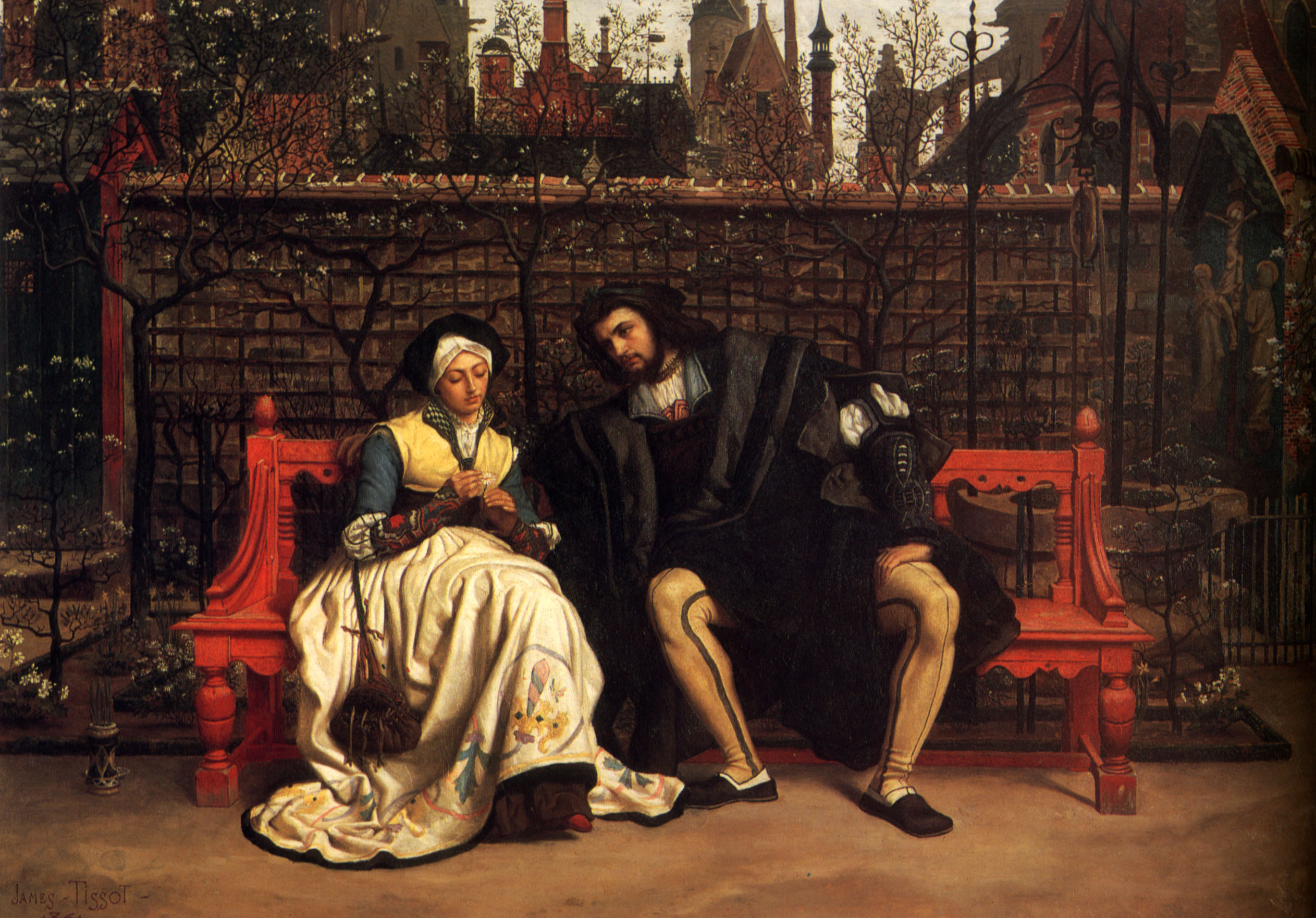
Fausto y Margarita en el jardín de Marta, James Tissot (1861)

Allein ich glaub', du hältst nicht viel davon.

— Goethe, Faust I, 3415

Antes de la escena en el jardín, la desesperación y el amor de Margarita por Fausto se sienten en la escena anterior, En el aposento de Margarita, donde sola y absorta en sus pensamientos, hila en el torno. La pieza fue musicalizada por Franz Schubert  en la aclamada canción alemana Margarita hilando en el torno, (Gretchen am Spinnrade, en alemán).
Fausto, un hombre erudito y mayor que ella, no contesta la pregunta y responde con evasivas:

Déjate de eso, querida; te amo con el alma entera 
y por ti – lo sabes – diera toda la sangre y la vida. 
No quiero el triste placer de robar la fe y la calma a nadie …
… 
¿Quién podrá decirte, quién, «creo en Dios» con veraz labio? 
Al sacerdote y al sabio pregúntalo tú también.
Y hallarás en el tenor de su estudiada respuesta, una burla manifiesta del audaz preguntador.

Así, Fausto escapa la pregunta y en cambio pregunta qué es lo que pretende Margarita, si la preocupan su fe o sus morales. Margarita, joven menor de edad y humilde, que desconoce que Fausto tiene un pacto con el diablo, finalmente se da por vencida, con consecuencias desastrosas para ella.

## Primer uso de "Gretchenfrage"

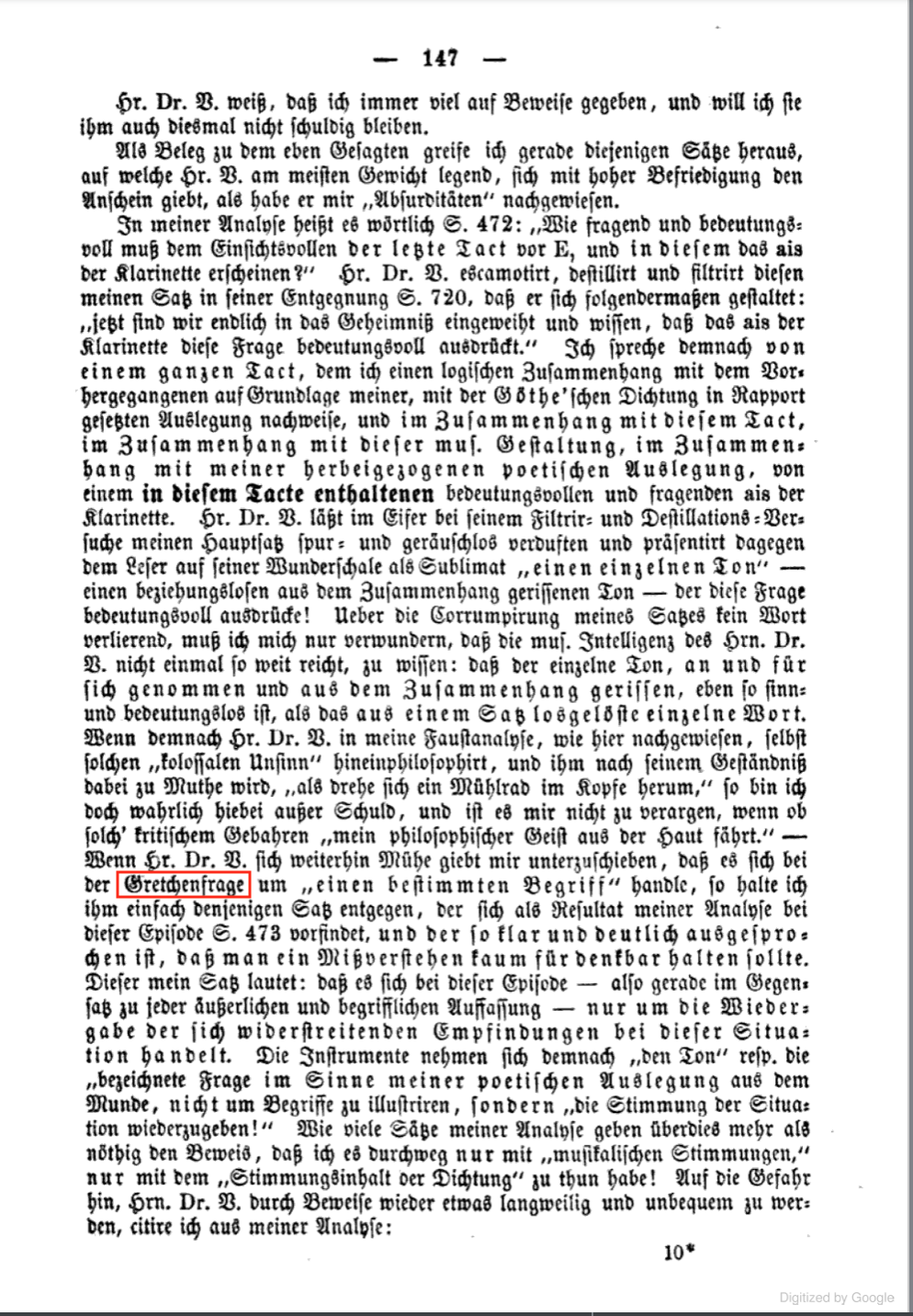
Gretchenfrage, acuñado en el Schlesische Provinzialblätter, número 1168, p. 147, 1865

La tragedia de Goethe, Fausto, Parte I, se publicó por primera vez en alemán en 1808, con traducciones al francés en 1823 y al inglés en 1840.
El término Gretchenfrage fue acuñado en alemán en 1865, en Schlesische Provinzialblätter, una publicación provincial de Silesia de mediados del siglo XIX.
El físico Max Planck plantea la pregunta de Margarita durante una conferencia en 1937, sin recurrir al término Gretchenfrage:
«Dime: ¿qué piensas de la religión?» —
Si el Fausto de Goethe contiene una frase sencilla que cautiva incluso a los oyentes sofisticados y despierta una tensión oculta en ellos, debe ser esta pregunta inquieta de una joven inocente, temerosa de su recién encontrada felicidad, a su amante, a quien reconoce como una autoridad superior.» 
En el alemán contemporáneo, el término Gretchenfrage no es raro. Una búsqueda del mismo en el periódico austriaco Wiener Zeitung arroja 216 resultados.

## Usos de la "pregunta de Margarita"
El uso de la pregunta de Margarita puede resultar embarazoso e incómodo, y comprometedor para la persona a la que se le hace la pregunta, ya que ésta puede resultar difícil de responder y obliga a la misma a explicarse, posiblemente admitiendo creencias que no desea a reconocer públicamente.
Si bien la pregunta se remonta a la tragedia de Goethe en el Fausto, cualquier pregunta que requiera una respuesta directa y que pueda ser incómoda se considera una pregunta de Margarita, y puede tener una connotación religiosa o no, como en el texto original.
El filósofo austríaco Konrad Paul Liessmann propone en Philosophicum Lech que, en un sentido estricto, la pregunta de Margarita es una pregunta sobre la religión o la religiosidad de la persona o el grupo social al que se dirige, como en la obra de Goethe, en El jardín de Marta, donde Margarita desea saber si Fausto es un cristiano con buena moral.
En un sentido más amplio, preguntas con estructura de pregunta explícita o implícita "Dime, ¿qué piensas sobre... [un tema X]" también se conocen como preguntas Margarita.
Fuera del contexto de la tragedia de Goethe,  «Gretchenfrage»  es una palabra compuesta y «lexema libre», una unidad de significado léxico. La pregunta de Margarita se reconoce no solo porque se identifique explícitamente como tal; la estructura sintáctica y la fórmula introductoria de la pregunta original suelen imitarse. Por ejemplo: "[...] que al Partido Socialista [de Francia] se plantee la misma pregunta crucial de la izquierda y la derecha: ¿Qué piensa usted de los comunistas? ", titular del periódico suizo Neue Zürcher Zeitung, citado por Burger et. al .

## Páginas relacionadas
- Pregunta
- Margarita, nombre propio
- Fausto, obra de Goethe
- Goethe, Fausto, primera parte
- Johann Wolfgang von Goethe
- Personaje Fausto
- Gretchenfrage, página de Wikipedia en alemán
- Gretchenfrage, página de Wikipedia en inglés
- Wikcionario: Gretchenfrage (https://en.wiktionary.org/wiki/Gretchenfrage)
- Wikcionario: Gretchenfrage, alemán (https://de.wiktionary.org/wiki/Gretchenfrage)